# Покривач (математика)
Дефиниција:
Покривачем скупа {\displaystyle Y} називамо произвољну породицу подскупова {\displaystyle \mathbb {X} } неког скупа {\displaystyle X}, тј. {\displaystyle \mathbb {X} =\{X_{i}|i\in I\}}, а {\displaystyle Y\subset X} ако важи:
{\displaystyle Y\subset \bigcup _{i\in I}X_{i}}, тј. ако сваки елемент скупа {\displaystyle Y} припада бар неком од чланова породице {\displaystyle \mathbb {X} }.
Специјално, ако за неко {\displaystyle J\subset I}, и нека потпородица {\displaystyle \mathbb {X} '=\{X_{j}|j\in J\}} сама чини покривач скупа {\displaystyle Y}, тада кажемо да је породица {\displaystyle \mathbb {X} '} потпокривач скупа {\displaystyle Y}.

## Примена
Покривач је појам који се највише користи у Теорији скупова и Топологији. У Реалној анализи под покривачем скупа подразумева се покривање неке криве интервалима.

### Борел-Лебегова лема
Једна од познатијих теорема из Реалне анализе у чијем се доказу користе покривачи, је тзв. Борел-Лебегова лема.
Лема
Из сваког покривача отвореним интервалима, одсечка реалне праве {\displaystyle [a,b]}, може се издвојити коначан потпокривач.
Доказ
Означимо са {\displaystyle X} скуп свих оних тачака {\displaystyle x} за које важи да се одсечак {\displaystyle [a,x]} може покрити коначним бројем отворених интервала. Тај скуп {\displaystyle X} очигледно није празан, јер му припада најпре тачка {\displaystyle a} која према условима тврђења мора припадати неком отвореном интервалу. Потребно је доказати да и тачка {\displaystyle b} припада скупу {\displaystyle X}.
Пошто скуп {\displaystyle X} није празан и ограничен је одозго, он мора имати супремум. Нека је {\displaystyle y} његов супремум. Ако претпостављамо да тачка {\displaystyle b} не припада том скупу, онда је {\displaystyle x\leq y\leq b}, те и {\displaystyle y} припада одсечку {\displaystyle [a,b]}, па као и свака тачка тог сегмента, и {\displaystyle y} припада неком отвореном интервалу {\displaystyle (\alpha ,\beta )}. Тада за неко {\displaystyle x} важи: {\displaystyle \alpha \leq x\leq y}, јер би иначе то {\displaystyle x} било супремум скупа {\displaystyle X}.
Интервал {\displaystyle (\alpha ,\beta )} можемо придружити скупу {\displaystyle X}, зато што је могуће и одсечак {\displaystyle [a,y]} прекрити са коначним бројем отворених интервала. Међутим, ако би било {\displaystyle y\neq b}, тада би се између {\displaystyle y} и {\displaystyle b} нашло још чланова скупа {\displaystyle X} због отворености интервала {\displaystyle (\alpha ,\beta )}, што је у супротности са тиме да је {\displaystyle y} супремум скупа {\displaystyle X}. Због тога, и {\displaystyle b} припада скупу {\displaystyle X}, чиме смо доказали да се одсечак {\displaystyle [a,b]} може прекрити са коначним бројем отворених интервала, што је и тврђење леме.